# Clemelis delicatula
Clemelis delicatula är en tvåvingeart som beskrevs av Louis-Paul Mesnil 1970. Clemelis delicatula ingår i släktet Clemelis och familjen parasitflugor. Inga underarter finns listade i Catalogue of Life.